# Warrenton, Virginia
Warrenton är administrativ huvudort i Fauquier County i Virginia. Ortnamnet hedrar läkaren och militären Joseph Warren. Vid 2010 års folkräkning hade Warrenton 9 611 invånare. Den nuvarande domstolsbyggnaden i Warrenton byggdes 1972–1974.